# Ram Jam
Ram Jam fue una banda de rock estadounidense que desarrolló su carrera a lo largo de la década de los años '70 y que se volvieron conocidos por la versión de Lead Belly: "Black Betty", originalmente de 1939 y versionada por Ram Jam en 1977.

## Biografía

### Primeros años
Bill Bartlett, guitarrista líder del grupo, exmiembro del grupo The Lemon Pipers, formó un grupo llamado Starstruck junto con el bajista David Goldflies y el organista Bob Nave.

### Black Betty
Durante su estancia en el grupo, Bartlett cogió una canción de Leadbelly llamada "Black Betty" de 59 segundos y la arregló y compuso su música para grabarla y editarla en el sello propio del grupo, TruckStar Records. El éxito comercial y regional de la canción hizo que varios productores americanos recomendaran a Bartlett crear un grupo, que éste formó bajo el nombre de Ram Jam. Lo primero que hizo bajo su nuevo nombre fue reeditar "Black Betty", convirtiéndose en un éxito en los Estados Unidos. Esta versión de la canción, que fue incluida en el disco debut de la banda, incluía a los miembros de Starstruck, mientras que el resto de los temas del disco estaban tocados por los miembros originales de Ram Jam. La letra de la canción fue acusada de racista por la NAACP, lo que causó una gran controversia e hizo que mejorase en las listas de ventas, llegando al decimoctavo puesto en Estados Unidos y superando el décimo lugar en el Reino Unido y Australia, mientras que el álbum homónimo de la banda, Ram Jam, alcanzó el puesto número 40 en Estados Unidos. Además, Black Betty fue incluida en la película de Ted Demme de 2001, Blow, The Choice

### Portrait of the Artist as a Young Ram
Un segundo álbum del grupo, Portrait of the Artist as a Young Ram, fue editado sin la colaboración de Bartlett, quien se había marchado del grupo y no tocó en el disco, por lo que la banda contrató como sustituto al guitarrista Jimmy Santoro. Este disco, a pesar de no haber sido acogido con la popularidad de su antecesor, está considerado como su mejor trabajo gracias al poder vocal de Scavone y a la potencia en la guitarra de Jimmy Santoro.
En 1990, los dos discos de Ram Jam fueron editados como un disco doble bajo el nombre de The Very Best of Ram Jam.

## Miembros

### Última Formación
- Myke Scavone - Voz. (1977-1978)
- Jimmy Santoro - Guitarra. (1978)
- Pete Charles - Batería. (1977-1978)
- Howie Arthur Blauvett - Bajo. (1977-1978)

### Exmiembros
- Bill Bartlett - Guitarra, Voz. (1977)

## Discografía

### Álbumes de estudio
- Ram Jam (1977)
- Portrait of the Artist as a Young Ram (1978)
- The Very Best of Ram Jam (1990)
- Golden Classics (1996)

### Sencillos
- Black Betty (1977)